# Sistema de bordado Amaya
El sistema de bordado Amaya y su sucesor, Amaya XT, fue introducido por Melco, y posteriormente modificada por la fusión de dicha compañía con Saurer (hoy Oerlikon Saurer) que se distingue por los siguientes diferendos con los restantes sistemas de bordado:
- Ser sistemas monocabezales con capacidades de sincronía.
- Carece de panel de control autónomo, dependiendo del uso del ordenador.
- Carece de tensionadores de hilo de cono (hilos superiores).
- Posee un sistema de tensión automática de los hilos de cono; y una caja de hilos con soporte para 16 colores.
- Llega a desarrollar, en escenarios controlados, una velocidad de 1500 puntadas por minuto (SPM), en lugar de 1500 revoluciones por minuto (RPM)

Estos sistemas de bordado requieren que el mantenimiento sea dado por el usuario, en lugar de un técnico especialzado. Además, su costo comparativo contra otros sistemas monocabezales es bastante superior, con la promesa de parte de la empresa fabricante de ser muy competitivos cuando se utilizan más de 4 cabezales síncronos contra sistemas multicabezales de 6 módulos de la competencia.
El cuerpo exterior es de plástico, salvo algunas piezas, lo que ha generado polémica entre especialistas, poniendo en entredicho su potencial longevidad.
El sistema es capaz de ser usado para bordar en tubular,gorra, y en plano, adquiriendo los accesorios por separado.
Para el uso de este sistema es obligatorio adquirir una licencia de un programa propietario patentado, debido a su dependencia del ordenador, sin tener opciones de software gratuito, libre o de código abierto.
- Datos: Q6129791